# Orlando Maldonado
Orlando Maldonado, född den 21 maj 1959 i Bayamon, Puerto Rico, är en puertoricansk boxare som tog OS-brons i lätt flugviktsboxning 1976 i Montréal. I semifinalen förlorade han med 0-5 mot kubanen Jorge Hernández Padrón.